# Atlantische Hurrikansaison 2002
Die Atlantische Hurrikansaison 2002 war eine durchschnittliche Atlantische Hurrikansaison und dauerte vom 1. Juni 2002 bis zum 30. November 2002. Diese Daten grenzen für gewöhnlich die Zeitspanne jedes Jahres ab, in der sich die meisten tropischen Wirbelstürme im Atlantischen Ozean bilden.
In dieser Saison entstanden insgesamt 14 tropische Tiefdruckgebiete, 12 tropische Stürme, wobei vier zu einem Hurrikan anwuchsen, von denen sich zwei zu schweren Hurrikanen der Kategorie drei oder höher entwickelten. Obwohl die Saison offiziell bereits am 1. Juni begann, bildete sich bis zum 14. Juli kein Sturm. Trotz dieses späten Starts entstanden wie in den Rekordsaisons 2004, 2007 und 2010 acht tropische Stürme im September. Außergewöhnlich war das frühe Ende der Saison. Nach dem 4. Oktober kam es zu keinem tropischen Sturm mehr, was zum Teil auf das El-Niño-Phänomen zurückzuführen war. Der stärkste Hurrikan der Saison war der Kategorie-3-Hurrikan Isidor mit einem minimalen Zentraldruck von 934 mbar, wobei jedoch der Hurrikan Lili höhere Windgeschwindigkeiten und die Kategorie 4 auf der Saffir-Simpson-Hurrikan-Windskala erreichte.
Die Saison war weniger zerstörerisch als eine durchschnittliche Hurrikansaison. Es kamen 23 Menschen ums Leben und es entstand ein Sachschaden von geschätzten 2,6 Milliarden US-Dollar, vor allem durch Isidor und Lili. Im September traf Hurrikan Gustav auf die Küste Nova Scotias, als er sich in einen außertropischen Sturm umwandelte. Isidor zog zuerst über die Yucatán-Halbinsel und erreichte später die USA. Dort kam zu fünf direkten Todesopfern und es entstand ein Schaden von etwa 970 Millionen US-Dollar. Mehrere andere Stürme hatten im August und September direkte Auswirkungen auf Land, inklusive Hurrikan Kyle des zeitlich längsten Sturms der Saison. Anfang Oktober traf Hurrikan Lili die Küste Louisianas, wo er 13 direkte Todesopfer forderte und einen Schaden von 860 Millionen US-Dollar verursachte.
| Nr. | Name                                | Dauer                       | max. Windgeschwindigkeit (km/h) | min. Luftdruck (mbar) | Todesopfer | U.S. Sachschaden (Mio. US-Dollar) |
| --- | ----------------------------------- | --------------------------- | ------------------------------- | --------------------- | ---------- | --------------------------------- |
| 1   | Tropischer Sturm Arthur             | 14. – 16. Juli              | 92,6                            | 992                   | 0          |                                   |
| 2   | Tropischer Sturm Bertha             | 4. – 9. August              | 74,1                            | 1008                  | 1          | 0,2                               |
| 3   | Tropischer Sturm Cristobal          | 5. – 8. August              | 92,6                            | 999                   | 0          |                                   |
| 4   | Tropischer Sturm Dolly              | 29. August – 4. September   | 111,1                           | 994                   | 0          |                                   |
| 5   | Tropischer Sturm Edouard            | 1. – 6. September           | 120,4                           | 1002                  | 0          |                                   |
| 6   | Tropischer Sturm Fay                | 5. – 8. September           | 111,1                           | 998                   | 0          | 4,5                               |
| 7   | Tropisches Tiefdruckgebiet Sieben   | 7. – 8. September           | 64,8                            | 1009                  | 0          |                                   |
| 8   | Hurrikan Gustav                     | 8. – 12. September          | 166,7                           | 960                   | 1          | 0,3                               |
| 9   | Tropischer Sturm Hanna              | 11. – 14. September         | 92,6                            | 1001                  | 3          | 20                                |
| 10  | Hurrikan Isidor                     | 14. – 26. September         | 231,5                           | 934                   | 19         | 1300                              |
| 11  | Tropischer Sturm Josephine          | 17. – 19. September         | 74,1                            | 1004                  | 0          |                                   |
| 12  | Hurrikan Kyle                       | 20. September – 12. Oktober | 157,4                           | 980                   | 0          | 5                                 |
| 13  | Hurrikan Lili                       | 21. September – 4. Oktober  | 268,5                           | 938                   | 13         | 925                               |
| 14  | Tropisches Tiefdruckgebiet Vierzehn | 14. – 16. Oktober           | 64,8                            | 1003                  | 0          |                                   |

## Saisonprognosen
Der Bekannte Hurrikan-Experte William M. Gray und seine Mitarbeiter an der Colorado State University haben Prognosen für die Atlantische Hurrikan Saison herausgegeben. Er ermittelte die durchschnittliche Anzahl von Stürmen pro Saison zwischen 1950 und 2000. Seinen Rechnungen zufolge gab es 9,6 tropische Stürme, 5,9 Hurrikane und 2,3 schwere Hurrikane(Stürme der Kategorie 3 oder höher auf der Saffir-Simpson-Hurrikan-Windskala). Eine normale Saison, wie sie vom NOAA definiert hat 9 bis 12 benannte Stürme, von denen 5 bis 7 fast Hurrikanstärke erreichen und 1 bis 3 schwere Hurrikane werden.